# Dáulide

Mapa de la zona de Grecia central donde se ubican algunas de las principales ciudades de la antigua Fócida. Dáulide estaba situada al este de Delfos.

Dáulide, Daulia o Daulio (en griego, Δαυλίς, Δαυλία o Δαύλιον) fue una antigua ciudad de Fócida cerca de Beocia, en el camino entre Orcómeno y Queronea hasta Delfos. Su nombre derivaría de la ninfa Dáulide, hija de Cefiso.

## Historia
Homero ya la menciona como una ciudad de Fócida junto con Crisa y Panopeo. La mitología la hace residencia del rey de Tracia, Tereo, que se casó con Procne, hija de Pandión rey de Atenas. Fue destruida por los persas durante la invasión de Jerjes I de Persia en 480 a. C. En 395 a. C. su territorio fue saqueado por los beocios, que sin embargo no tuvieron éxito en su intento de asaltar la ciudad y otra vez fue destruida por Filipo II de Macedonia en 346 a. C. al final de la tercera guerra sagrada, pero siempre reconstruida. 
En torno a los años 228-224 a. C. fue atacada por los etolios, al igual que la ciudad de Ambriso. En 198 a. C. los romanos asediaron Dáulide pero, al no poder tomarla por asalto directo ya que la ciudad tenía una posición muy fuerte en la cima de una colina, tuvieron que ocuparla mediante una estratagema. La ciudad tenía un templo dedicado a Atenea, y en los alrededores, en un lugar llamado Trónide (que se ha relacionado con otra ciudad llamada Tronia), un heroon dedicado a un héroe fundador, al que algunos daban el nombre de Xantipo y otros el de Foco.

## Arqueología

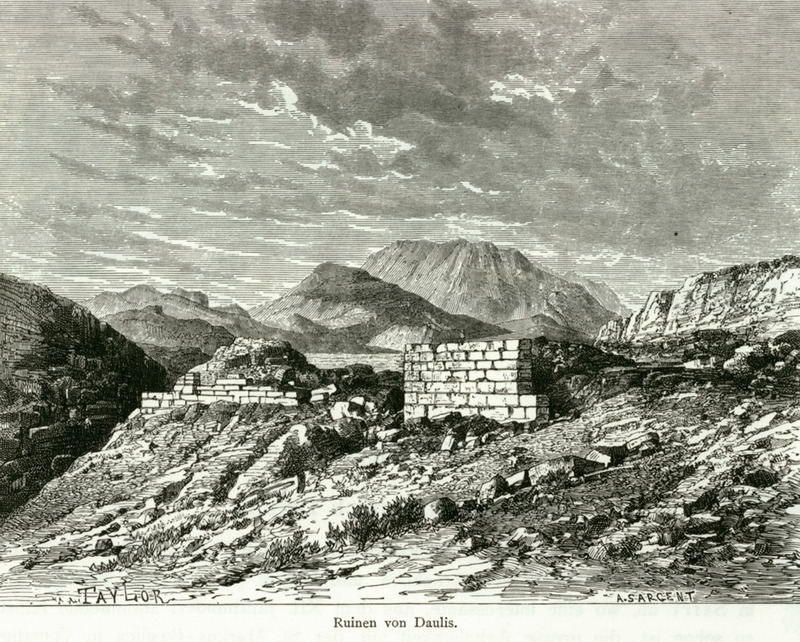
Dibujo de 1887 de ruinas de la antigua Dáulide.

El nombre se ha conservado en el moderno pueblo griega de Davlia, al lado de un río llamado Plataniá, que desagua en el Cefiso. La ciudad tiene cerca el monasterio de Jerusalén.
A 1 km de este pueblo se encontraba la acrópolis de la antigua Dáulide. En las excavaciones arqueológicas se ha hallado cerámica de los periodos heládico medio y reciente, así como hojas de obsidiana. También hay restos de murallas que podrían pertenecer al siglo IV a. C. y que fueron reutilizadas durante la Edad Media. En esta acrópolis también se encuentran las ruinas de la iglesia de Agios Teodoros.